# Musée départemental des arts asiatiques à Nice
Le musée départemental des arts asiatiques est un musée situé à proximité du parc Phœnix, à Nice (Alpes-Maritimes), qui abrite des collections d'arts asiatiques. Il a été inauguré le 16 octobre 1998. À la suite d'une donation qui n'a pas abouti, le musée a constitué ses collections ex nihilo.
Le musée a été conçu par l'architecte japonais Kenzo Tange: " Dans mon esprit, ce musée est un bijou de neige brillant dans l'azur de la Méditerranée. C'est un cygne qui flotte sur un lac paisible au milieu de la végétation luxuriante... ". Attenant à un parc floral, le bâtiment se trouve au-dessus d'un lac artificiel et donne l'illusion de flotter sur l'eau.
L'esthétique architecturale du musée repose sur le contraste des formes pleines recouvertes de marbre donnant une impression de robustesse et des parois transparentes lui apportant une légèreté. Le retrait des murs au contact de l'eau donne à l'édifice une impression de jouer des lois de l'apesanteur,.
Pierre-Yves Trémois est à l'origine du projet en proposant au milieu des années 1980 sa collection d'art asiatique à la Ville de Nice en échange de la création d'un musée. Jacques Médecin, maire de Nice de 1966 à 1990, soutient le projet installé au cœur de la ZAC Arénas, alors en plein développement.

## Le musée

### Initiative de création
Le musée a ouvert ses portes en 1998 et a été conçu par l'architecte japonais Kenzo Tange (1913-2005) à proximité du parc Phoenix à Nice.
Jacques Médecin (1928-1998), maire de Nice de 1966 à 1990, souhaitait exposer des œuvres de Pierre-Yves Trémois et des pièces d'art asiatique que l'artiste se proposait de donner à la ville de Nice. C'est P.-Y. Trémois qui aurait incité les responsables politiques à choisir ce célèbre architecte Kenzo Tange au lieu d’un architecte local. En raison de la fuite à l'étranger de Jacques Médecin et de sa condamnation pour corruption, le projet initial a été délaissé et l'édifice est resté inoccupé pendant plusieurs années.
Le projet a été par la suite repris et transformé par le conseil général des Alpes-maritimes en musée des arts asiatiques, avec l’appui et le soutien de la direction des musées de France et le concours du musée national des arts asiatiques - Guimet, du musée de l'Homme, du musée des Arts décoratifs et du fonds national d'art contemporain pour des prêts et dépôts accordés le temps que le musée constitue sa propre collection.
Le premier conservateur du musée Marie-Pierre-Foissy-Aufrère a su relever le défi de faire un musée évoquant les grandes civilisations asiatiques dans un espace certes exceptionnel mais, malheureusement extrêmement exiguë.

### De nos jours
Le musée d’art asiatique de Nice est un lieu de rencontres et d'échanges entre les arts asiatiques et la culture occidentale. Les collections du musée font partie de choix d'œuvres des cultures asiatiques, mêlant arts de cour et expressions populaires ou tribales et créations contemporaines.
Les spectacles d'arts vivants, les démonstrations de gestes d'Asie, les cérémonies du thé qui se déroulent tout au long de l’année prolongent la visite de la collection ou de l’exposition,.
" Le plan du musée repose sur deux formes géométriques fondamentales de la tradition japonaise ; le carré, symbole de la terre et le cercle, symbole du ciel..." Kenzo Tange.  
La combinaison des formes géométriques du carré et du cercle évoque un mandala tibétain. Les quatre cubes surplombant le lac sont dévoués aux civilisations indienne, chinoise, japonaise et sud-est asiatique. Au premier étage, la rotonde cylindrique surmontée d'une pyramide de verre est dédiée à la statuaire bouddhique.
La présentation muséographique conçue par l'architecte François Deslaugiers va totalement dans le sens de cette mise en valeur de l’objet exposé au sein du musée par des supports de verre et un éclairage raffiné.

## Les collections du musée
La collection du musée est fondée sur un choix d’œuvres emblématiques représentant l'esprit des cultures asiatiques, combinant arts de cour, créations religieuses, objets du quotidien et expressions populaires. Les collections du musée réconcilient des genres traditionnellement éclatés entre musées d'histoire, d'ethnographie et des arts décoratifs, tout en se souciant aussi de  certaines créations contemporaines.

### La Chine
La couleur verte est la couleur harmonisant l'espace dédié à la Chine. Le jade est la première matière travaillée dès l'époque néolithique et ses formes, comme les multiples nuances de ses couleurs, seront reprises et retranscrites dans les bronzes, les terres cuites vernissées et les céladons. Traditionnellement, les artistes et les artisans ont cherché à concevoir les mêmes formes dans des matières différentes, durant une période historique extrêmement longue et sans rupture jusqu'à la révolution culturelle.

### Le Japon
L’espace consacré au Japon associe plusieurs objets témoignant de savoir-faire ancestraux d’un grand raffinement. Les matières excellemment maitrisées ainsi que les couleurs et les motifs contribuent à la recherche d’une harmonie entre tradition, coutume pratique et esthétisme.

### L’Inde
L’art indien obéit généralement aux règles des textes et la tradition. Par cela, l’art reprend les mêmes thèmes en les interprétant et, fréquemment, en les miniaturisant. De la pierre à l’ivoire, cet art évoque luxuriance par les formes pleines et sensuelles au sein des œuvres.

### L’Asie du Sud-Est
L’Asie du Sud-est est une vaste zone géographique située entre l’Inde et la Chine. Elle comprend le Laos, le Vietnam, la Thaïlande, la Malaisie ainsi que la Birmanie, les Philippines et l’Indonésie. Ces pays ont été influencés par les civilisations chinoises et indiennes tout en développant leur propre culture unique. Plus qu’un phénomène imprégnation, c’est bien de reproduction dont il est question.

### Le Bouddhisme
Le Bouddha historique était un jeune prince indien, Siddhârta Gautama Shâkyamuni. Ayant reçu une éducation sportive, guerrière et religieuse, il quitte le palais royal à 29 ans pour vivre comme un ascète. Quelques années plus tard, il connait l’Éveil. C’est pour cela que son nom est bouddha, ce qui signifie l’Éveillé en sanskrit.
La forme religieuse du bouddhisme se diffuse rapidement en Inde du Nord puis dans tout le sous-continent. Elle arrive en Chine au IIe siècle de notre ère pour gagner ensuite la Corée et le Japon au VIe siècle. Cette diffusion a été un facteur important d’unification entre différentes civilisations.

## Origine des pièces du musée

### Buffle
Ce sarcophage zoomorphe ou erong, issu de l'art des Toraja Sa'dan, un peuple important de l'île de Sulawesi en Indonésie, représente un buffle d'eau, l’animal domestique et sacrificiel.

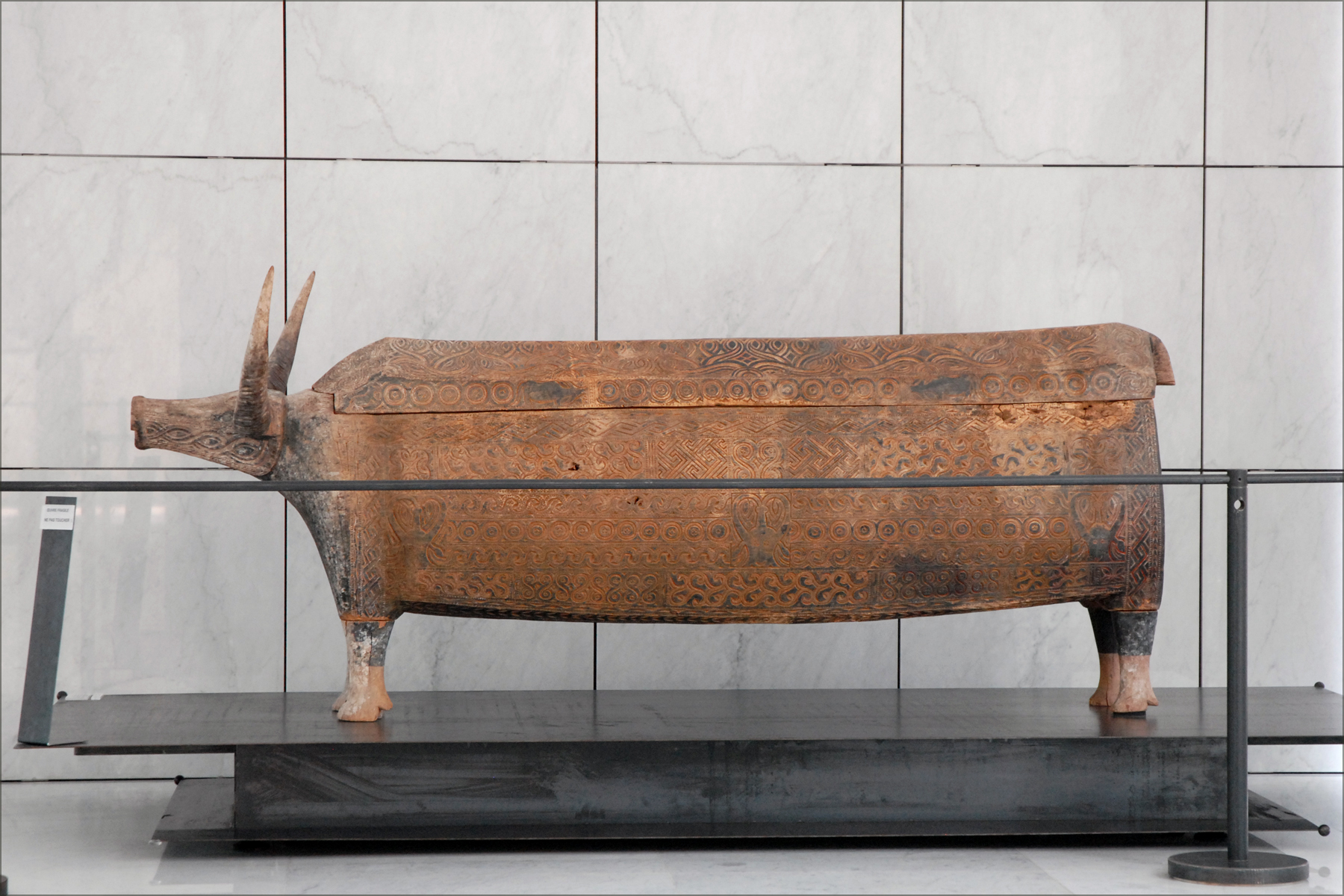
Ossuaire en forme de buffle d'eau, Indonésie, Sulawesi (Célèbes), Ethnie Toraja Sa'dan, XIXe siècle. Bois de teck gravé et polychromé, cornes de buffle.

Cet ossuaire entièrement en bois et est doté d'une vraie paire de cornes de buffle. Il est entièrement gravé. Le décor, hérité de la civilisation Dong Son du Vietnam, se compose de motifs en forme de tête de buffle (richesse), de clés brisées (bonheur pour les descendants), de cercles solaires (noblesse et grandeur), de sacs tressés (paix et bonheur), et de feuilles de l’arbre banyan (fécondité).

### Vishnu
Statue de divinité masculine, en grès provient du Cambodge. Elle représente une divinité, comme le montre le diadème qui est un accessoire réservé aux dieux et aux déesses. Cette statue représente, sans doute, le dieu hindou Vishnu. Cette œuvre a été réalisée au début du XIIe siècle, sous le règne de Suryavarman II. Les yeux soulignés d’une incision se prolongeant vers les tempes, le chignon cylindrique ou encore le costume sont autant de marqueurs de ce « style d’Angkor Vat ».

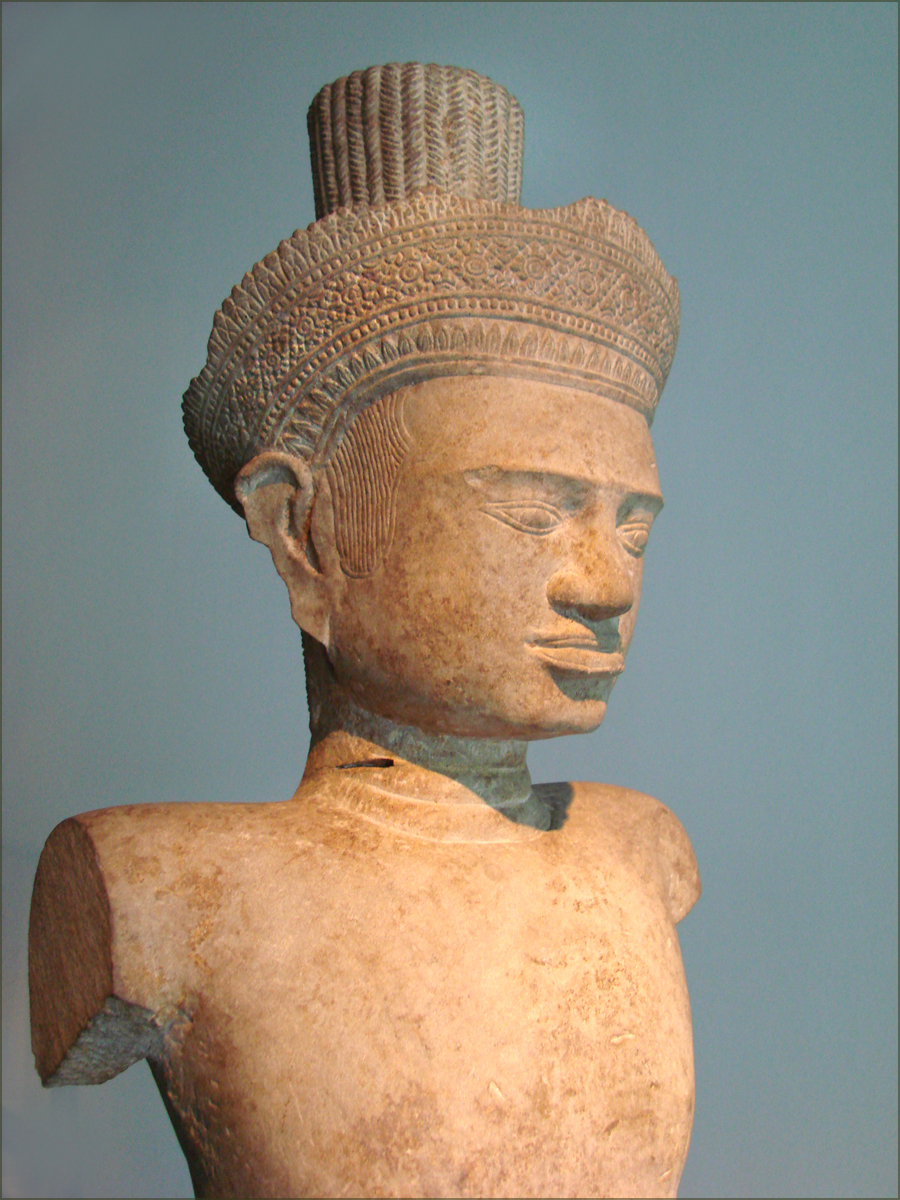
Cambodge, Style d’Angkor Vat, XIIe siècle, Grès.

Son aspect original était bien différent de celui d’aujourd’hui : peint de couleurs vives, vêtu de brocards, le dieu était aussi paré de bijoux glissés dans les lobes d’oreilles.

### Daim et Daine symbolisant le premier sermon de Bouddha
A l’origine, ce couple de cervidés était accompagné d’une roue de la Loi au dessus du portail d'entrée d'un monastère tibétain.

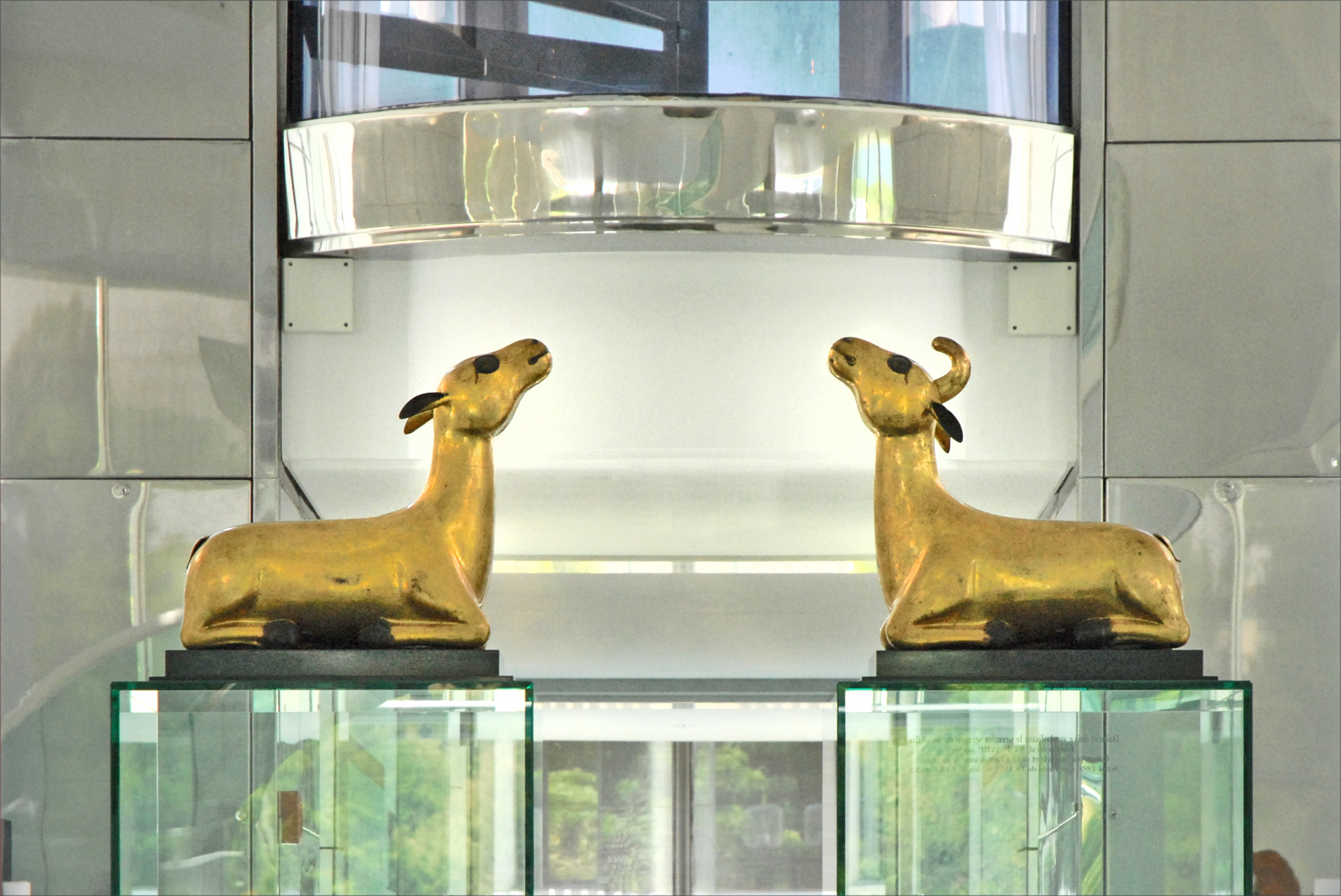
Tibet Central, XVIIe ou XVIIIe siècle,cuivre pur martelé et doré à l'amalgame de mercure.

Rencontrés dès les premiers siècles de notre ère en Inde, puis sans cesse repris, ces grands emblèmes bouddhiques évoquent le premier sermon du Bouddha Sakyamuni après son illumination, dans le Parc aux gazelles à Sarnath, près de Bénarès, en Inde.

### Le Gandhara
Datée du IIe siècle, cette sculpture est l’une des plus anciennes représentations humaines du Bouddha. Elle est représentative de l’art du Gandhara, qui s’est développé du Ier au IIIe siècle dans une région située entre l’Afghanistan et le Pakistan. Véritable carrefour culturel et commercial, le Gandhara a créé des œuvres originales, faisant la synthèse entre art indien et art gréco-romain.

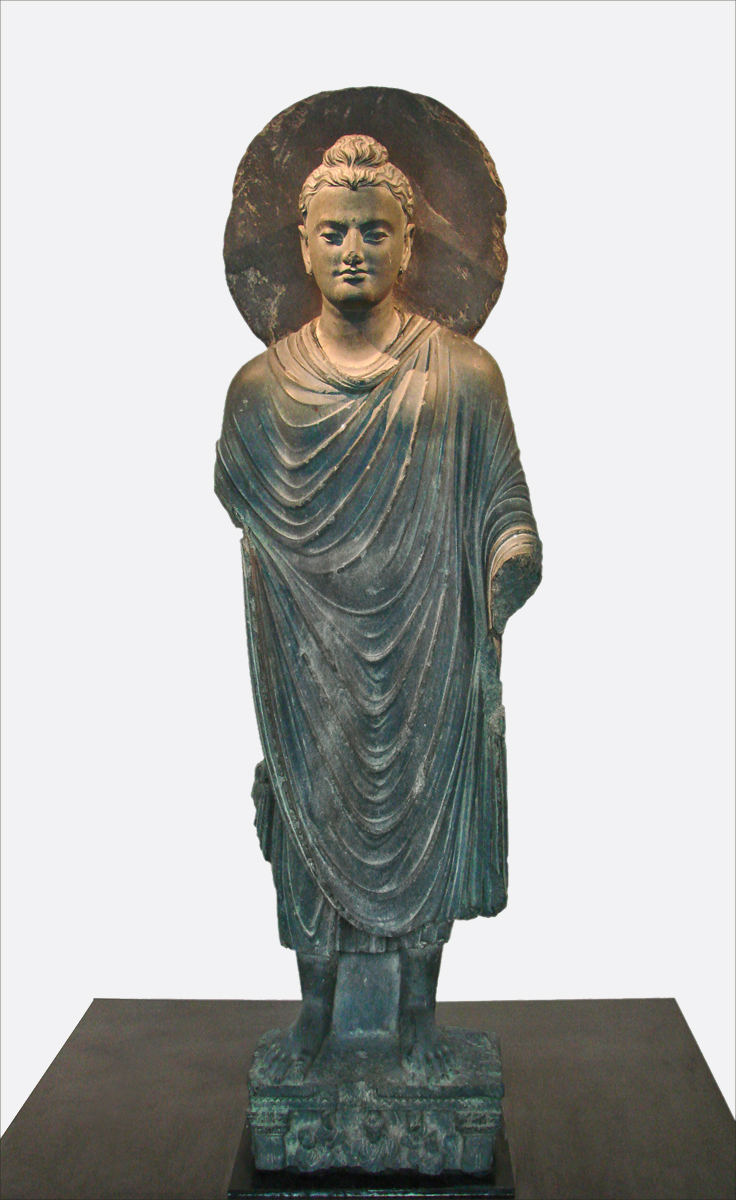
Gandhara, IIe siècle, Schiste gris.